# World Pool League
Die World Pool League war ein von Matchroom Sport und der WPA (World Pool-Billiard Association) ausgerichtetes 9-Ball-Poolbillardturnier. Es wurde zwischen 1998 und 2006 jährlich ausgetragen und fand immer im polnischen Warschau statt.
Es handelte sich um ein Einladungsturnier, bei dem jeweils sechs der besten Poolbillardspieler zunächst im Modus Jeder gegen Jeden antraten. Die vier besten qualifizierten sich für das Halbfinale, von wo aus im K.-o.-System weitergespielt wurde. Beim Turnier 2006 gab es für den Sieger Dennis Orcollo ein Preisgeld von 20.000 US-$.

## Turnierstatistik
| Jahr | Sieger               | Finalist             |
| ---- | -------------------- | -------------------- |
| 1998 | James Rempe          | Fabio Petroni        |
| 1999 | James Rempe          | Efren Reyes          |
| 2000 | Steve Knight         | Francisco Bustamante |
| 2001 | Efren Reyes          | Steve Davis          |
| 2002 | Efren Reyes          | Earl Strickland      |
| 2003 | Rodney Morris        | Thorsten Hohmann     |
| 2004 | Francisco Bustamante | Alex Pagulayan       |
| 2005 | Thorsten Hohmann     | Francisco Bustamante |
| 2006 | Dennis Orcollo       | Niels Feijen         |